# Упуаут

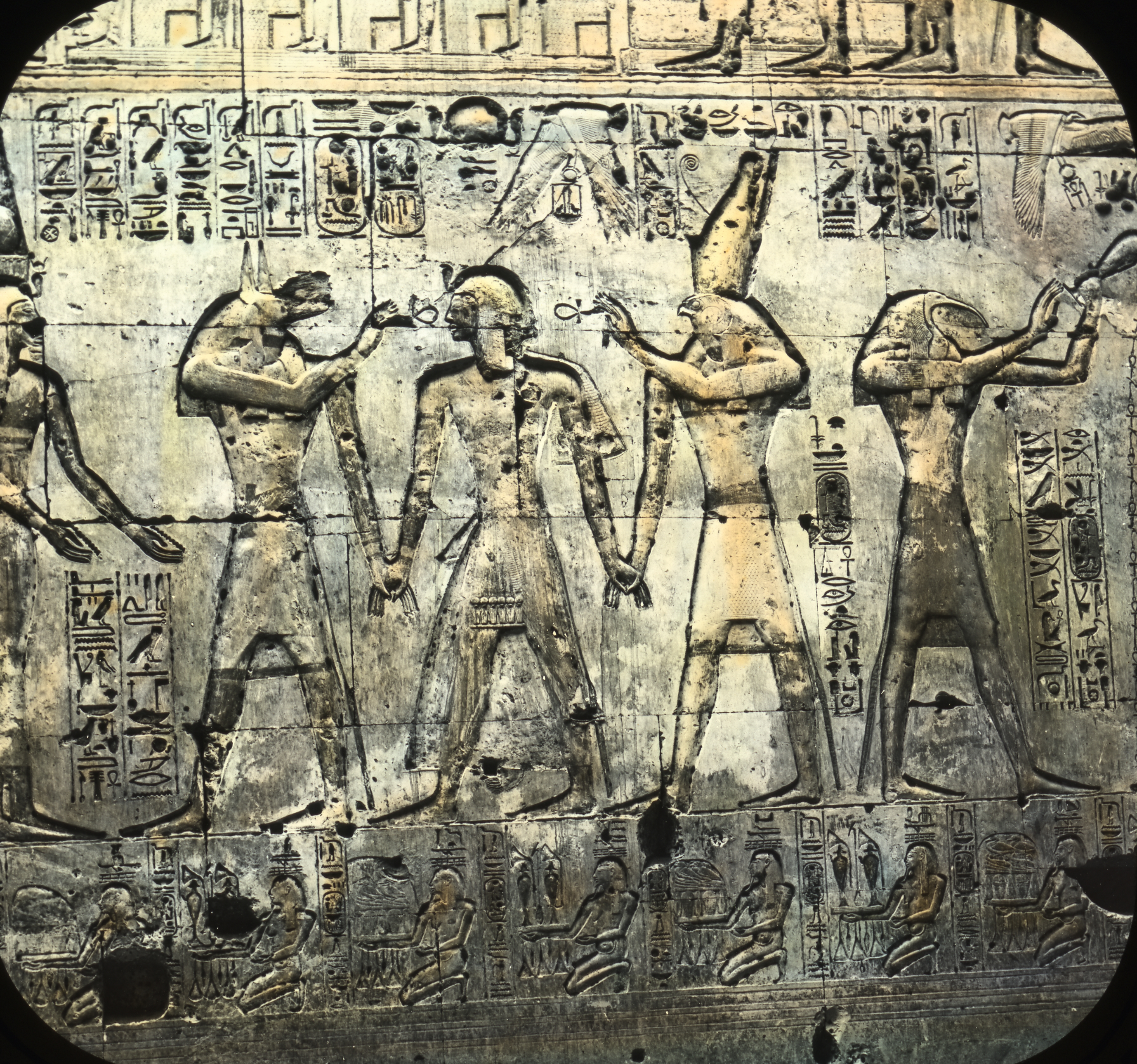
Упуаут у своїй людській подобі супроводжує з Гором Рамзеса ІІ (Абідос)

Упуаут, Вепвавет (Wepwawet, «той що відкриває шляхи») або Офоїс (грец.) — у єгипетській міфології бог в образі вовка, провідник померлих у Дуат. Центр його культу — місто Сіут (грец. Лікополь — «вовче місто»). Його епітет — «вожатий» («провідник»). Упуат наділявся якостями войовничого божества. Його атрибутами були булава і лук. Він мав також функції покровителя померлих, його називали «перший боєць Осіріса» й іноді ототожнювали з ним. Також Упуаут часто ототожнювався з богом.

## Упуаут в ієрогліфах
Упуаут
| wp | N31 · t · Z2ss | E18 |